# Modlitewnik Powszechny 1662
Modlitewnik Powszechny 1662 (ang. The 1662 Book of Common Prayer, dosł. Księga Wspólnych Modlitw) – oficjalna księga liturgiczna Kościoła Anglii, jedno ze źródeł jedności w Wspólnocie Anglikańskiej.

## Historia
Propozycja rewizji modlitewnika powstała na Konferencji w Pałacu Savoy zwołanej przez Gilberta Sheldona (arcybiskup Canterbury). Celem Konferencji było pojednanie purytan z Kościołem Anglii po angielskiej wojnie domowej, jednym z tematów obrad były sprawy liturgii. Purytańskie zastrzeżenia dotyczyły: stopnia zaangażowania wiernych w liturgię, pozwolenie przewodniczącemu liturgii na jej modyfikacji i opuszczanie niektórych jej części, zastąpienie krótkich kolekt dłuższymi modlitwami i wezwaniami i pozbycie się pozostałych ceremonii i rytuałów katolickich. Zgodnie ze stanowiskiem purytan tak oczyszczona liturgia byłaby bardziej zgodna z Pismem Świętym, jednak te spostrzeżenia zostały odrzucone przez biskupów, którzy twierdzili, że liturgia nie jest opisana dokładnie w Piśmie i słusznym jest podążanie za tradycją Kościoła katolickiego. Ostatecznie konferencja trwała do końca lipca 1661 roku, jednak nie udało się osiągnąć porozumienia między stronami. Jednak propozycja rewizji modlitewnika została skierowana do synodów Canterbury i Yorku, które poparły rewizje i dokonały około 600 zmian, jednak zmiany te głównie dotyczyły szczegółów. Większość zmian była zgodna ze stanowiskiem Kościoła Wysokiego (John Cosin i Matthew Wren), jednak stronnictwu umiarkowanych (Edward Reynolds i Robert Sanderson) uniemożliwiło dokonanie wszystkich zmian jakich domagali się przedstawiciele kościoła wysokiego, takich jak: modlitwa za zmarłych. Jednak udało się przywrócić po części Ofiarowanie i zmodyfikowano obrzęd Komunii (postacie eucharystyczne, które zostały miały być odtąd spożywane w Kościele, a nie zabierane przez kapłana na swój prywatny użytek). Zgodnie z sugestią purytan przywrócono tzw. Czarną Rubrykę, która potwierdza konieczność klęczenia przed przyjęciem Komunii, ale odmawia adoracji i uznania rzeczywistej obecności Ciała i Krwi Chrystusa. Po uznaniu przez synod modlitewnik został skierowany do zatwierdzenia przez parlament w Act of Uniformity 1662 (pol. Ustawa o ujednoliceniu 1662). Jednak modyfikacje spotkały się z oporem 936 duchownych, którzy stracili swoje stanowiska. Nowy modlitewnik położył kres sytuacji, w której Modlitewnik Powszechny stanowił główną księgę liturgiczną dla prawie wszystkich wyznań protestanckich w Wielkiej Brytanii. Zmiany spowodowały pogłębienie podziału między anglikanami, a nonkonformistami. Zmiany językowe były bardzo delikatne w stosunku do oryginału z 1549 roku, unowocześniono niektóre słowa i wyrażenia, zmieniono czytania podczas liturgii z oryginalnych z 1549 roku na czytania pochodzące z Biblii Króla Jakuba z 1611 roku. Psałterz, który nie był publikowany w wersjach z: 1549, 1552, 1559 został dołączony w tłumaczeniu Mylesa Coverdalea z Wielkiej Biblii. Do 1928 roku większe zmiany nie były dokonywane i książka ta była oficjalną księgą liturgiczną w okresie Imperium Brytyjskiego przez co miała wpływ na liturgie anglikańskie zagranicą, liturgie innych wyznań w krajach anglojęzycznych i na Anglików i ich codzienny język.